# 제37SS의용기병사단 뤼초
제37SS의용기병사단 뤼초(37. SS-Freiwilligen-Kavallerie-Division „Lützow“)는 나치 독일의 무장친위대 사단 중 하나이다. 제8SS기병사단 플로리안 가이어와 제22SS의용기병사단이 궤멸된 뒤 그 잔존 병력과 제8SS공병대대, 독일계 헝가리인(대개 16-17세의 소년병), 헝가리계 헝가리인 등을 긁어모아 1945년 2월 편성된 사단이다.  본래 의도상으로는 3개 기병연대 각 2대대씩 6개 대대로 이루어져야 했지만 병력과 장비 부족으로 인해 2개 연대 병력밖에 편성할 수 없었고 그나마도 전투력은 형편없었다.
처음 사단장은 상급지도자 발데마르 페겔라인이었다가 3월에 연대지도자 카를 게젤레로 교체되었다.
뤼초 사단은 전쟁 마지막 몇 주 동안 제6SS기갑군의 일부로서 소련군에 맞서 싸우다가 5월에 오스트리아에서 미군에게 항복했다.
별명은 프로이센 소장 루트비히 아돌프 빌헬름 폰 뤼초 남작에서 비롯된 것이다.

## 같이 보기
- 독일 국방군의 사단 목록
- 제8SS기병사단 플로리안 가이어

## 참고 자료
- Fowler, Jeffrey T. Axis Cavalry in World War II. ISBN 1-84176-323-3.
- Trang, Charles. Division Florian Geyer. ISBN 2-84048-141-3.